# ブラモール・レーン
ブラモール・レーン（Bramall Lane）は、イングランド・サウス・ヨークシャー州シェフィールドにあるスタジアム。1889年よりシェフィールド・ユナイテッドFCがホームスタジアムとして使用している。

## 概要
1855年4月に開場したが、当時はヨークシャーCCCがホームスタジアムとして使用するクリケット専用スタジアムであった。地元シェフィールドに拠点を構えていた資産家であり鋳物工のブラモール家から取られたブラモール・レーン（Bramall Lane）という名称で試合を行っており、1889年からシェフィールド・ユナイテッドFCがホームスタジアムとしているが、1855年建設とその歴史は古く、プロサッカーを行う主要スタジアムとしては世界最古のスタジアムとされている。
1930年代までに5度のイングランド代表の国際Aマッチや1912年のFAカップ決勝、2022年のUEFA欧州女子選手権など数多くの大舞台が開催された。
スタジアム史上最多の観客数は1936年2月15日のFAカップ5回戦リーズ・ユナイテッドFC戦で記録された68,287人であるが、現在は立ち見席の規制や安全性の観点からその半分程度が最大収容人数となっている。

## 開催された主なイベント

### サッカー
- 国際親善試合
  - 1883年10月4日 :  イングランド 2-3  スコットランド

- ブリティッシュ・ホーム・チャンピオンシップ
  - 1887年2月5日 :  イングランド 7-0  アイルランド
  - 1889年4月29日 :  イングランド 4-0  ウェールズ
  - 1903年4月4日 :  イングランド 1-2  スコットランド
  - 1930年10月20日 :  イングランド 5-1  アイルランド

- UEFA欧州女子選手権2022
  - 2022年7月9日 :  オランダ 1-1  スウェーデン
  - 2022年7月13日 :  スウェーデン 2-1  スイス
  - 2022年7月17日 :  スイス 1-4  オランダ
  - 2022年7月26日 :  イングランド 4-0  スウェーデン

- ラグビーリーグ・ワールドカップ2015

## ギャラリー

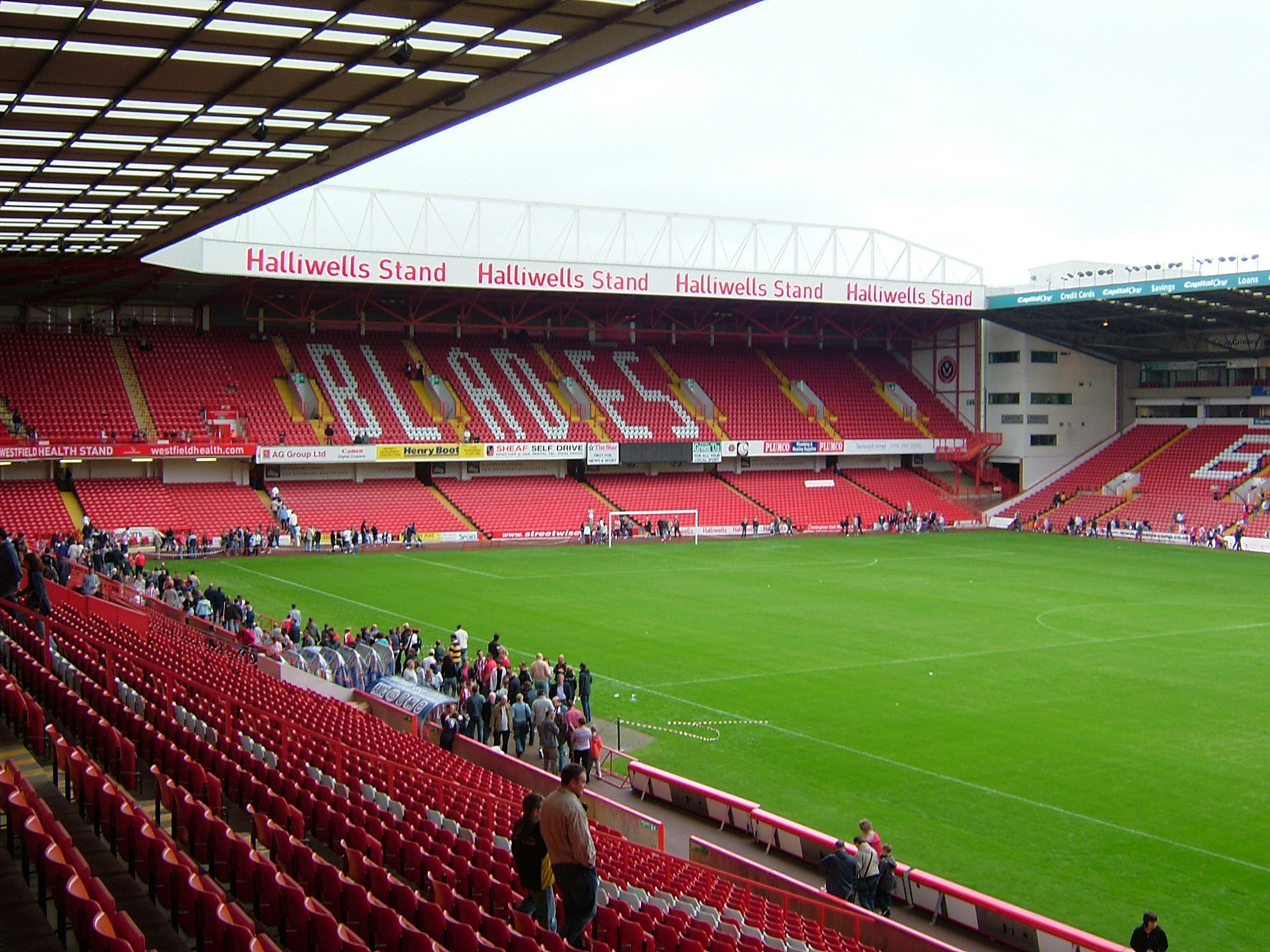
西スタンド
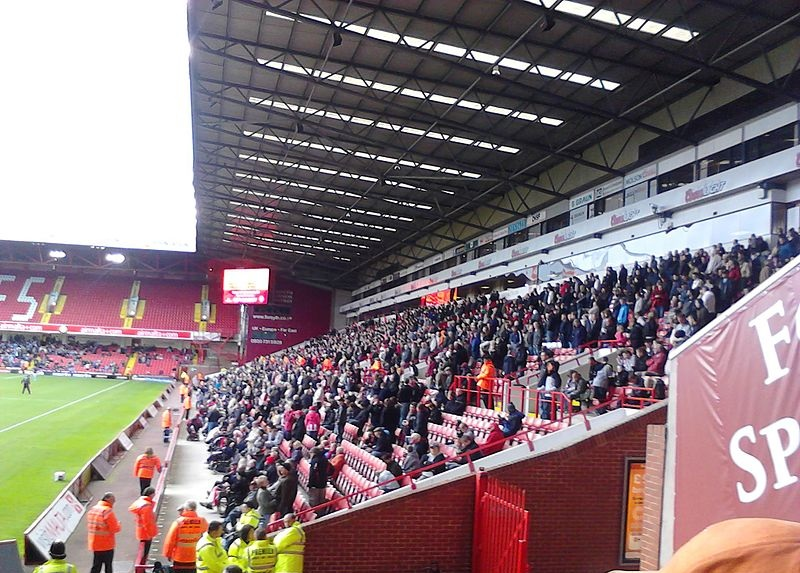
東スタンド
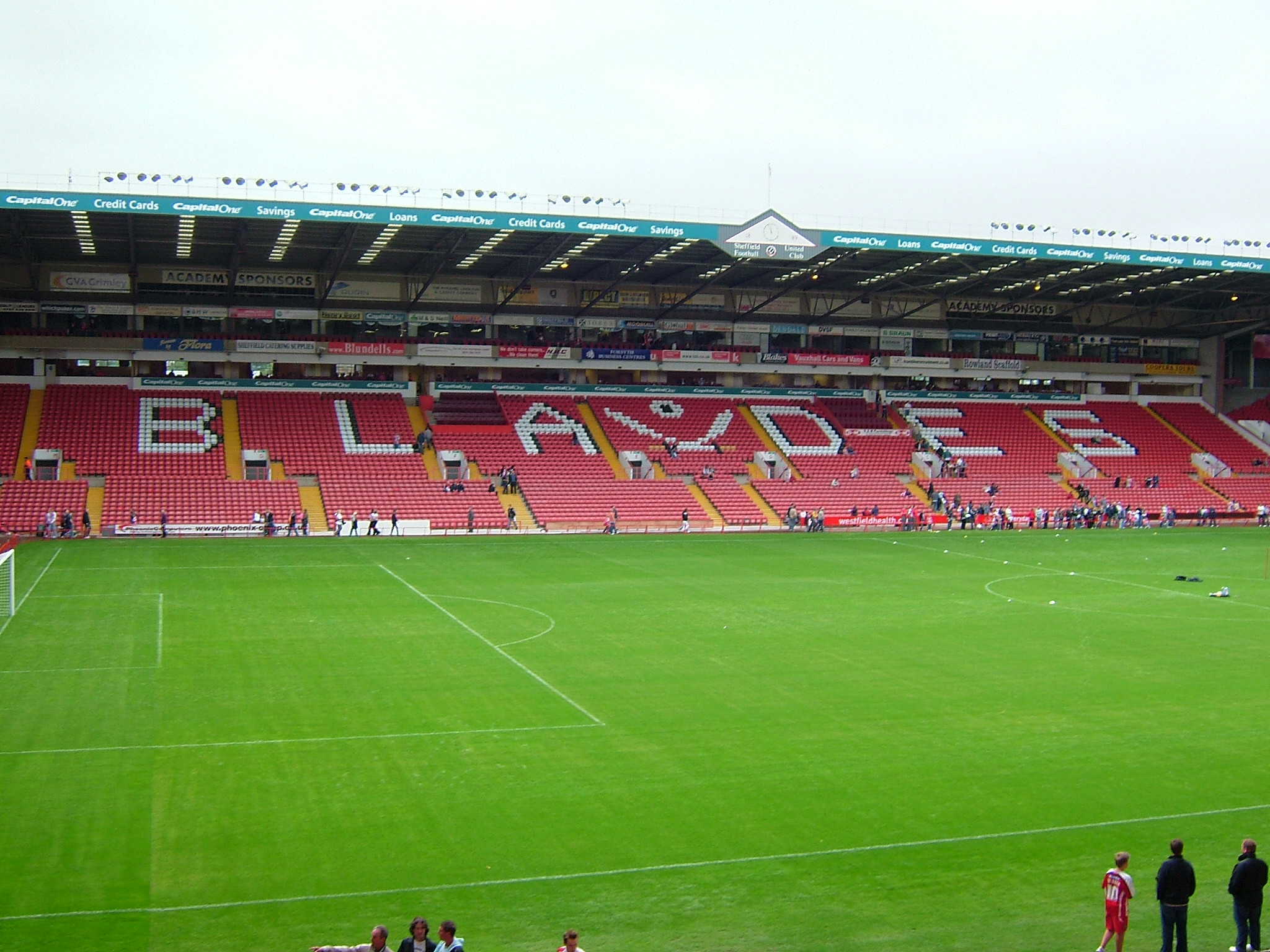
北スタンド
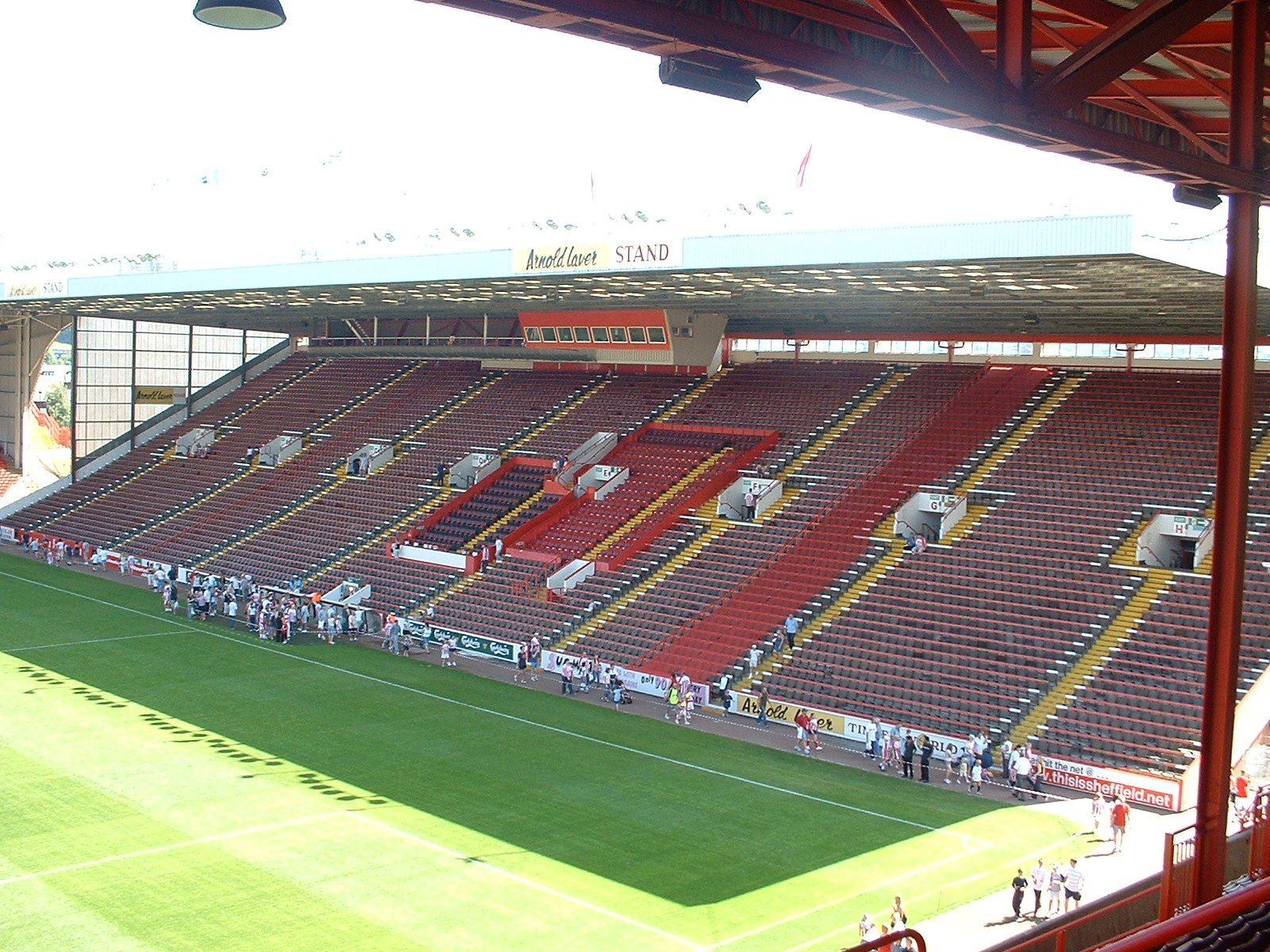
南スタンド
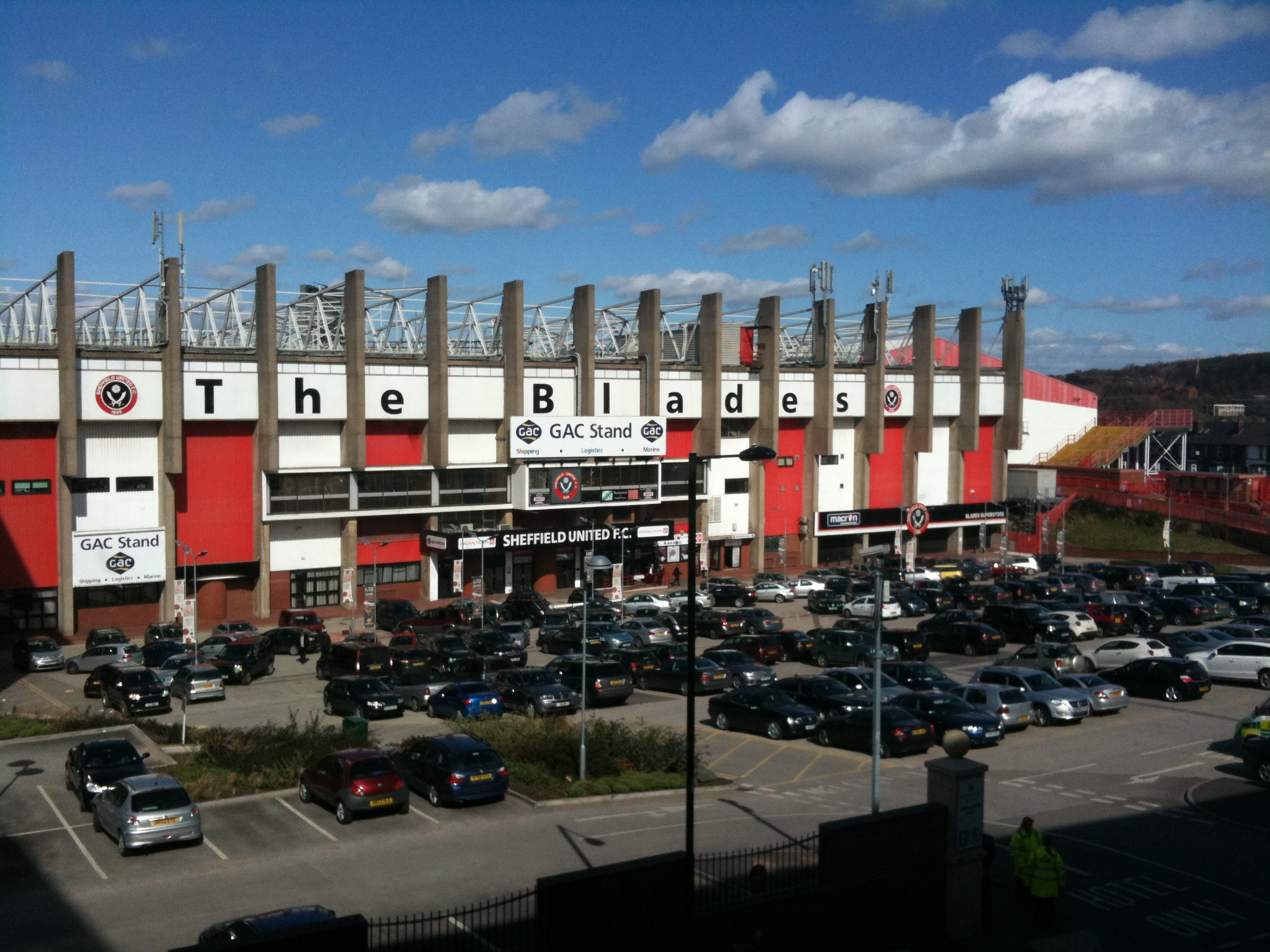
外観
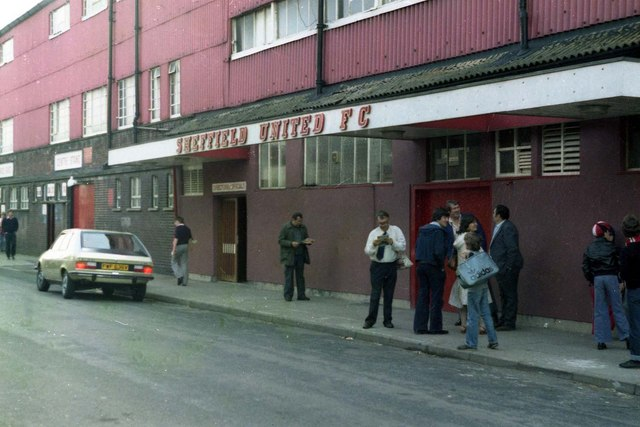
1980年当時の選手入口